# Зрізаний конус

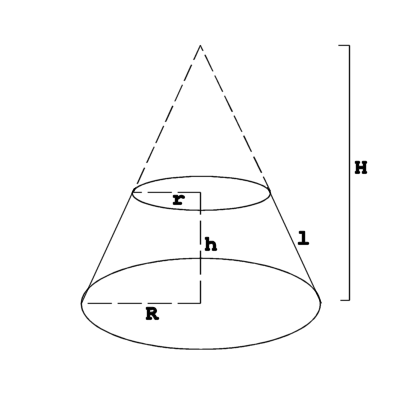
Зрізаний прямий круговий конус

Зрі́заний ко́нус — геометричне тіло, що знаходиться між площиною, що перетинає конус паралельною до його основи і самою основою.
Вираз, що дозволяє обчислити об'єм зрізаного кругового конуса має вигляд:
{\displaystyle V={\frac {1}{3}}\pi h(R^{2}+Rr+r^{2})}.
Довжина твірної l:
{\displaystyle l={\sqrt {h^{2}+(R-r)^{2}}}}.
Площа бічної поверхні зрізаного конуса:
{\displaystyle S=\pi l(R+r)\,}.
Висота вихідного конуса до зрізання:
{\displaystyle H=h+{\frac {hr}{R-r}}={\frac {hR}{R-r}}}.